# Lancy-Pont-Rouge
Lancy-Pont-Rouge (fra: Gare de Lancy-Pont-Rouge) – stacja kolejowa w Lancy, w dzielnicy La Praille, w kantonie Genewa, w Szwajcarii. 
Jest to stacja tymczasowa, ale jest też ważnym elementem w komunikacji regionalnej między Francją, Genewą i kantonem Vaud.

## Historia
Stacja została otwarta w dniu 16 grudnia 2002 roku i otwarta przez władze 19 grudnia 2002.
W 2008 roku, stacja przeszła modernizację w ramach przygotowań do Euro 2008 (dla specjalnych pociągów obsługujących kibiców). Tymczasowe obiekty rozebrano tuż po mistrzostwach.
Wraz z uruchomieniem linii CEVA, stacja stała się ważnym punktem komunikacyjnym. Od roku 2014 stacja przechodzi kolejny etap przebudowy.

## Linie kolejowe
- Genewa – Annemasse